# Afrohelea capensis
Afrohelea capensis är en tvåvingeart som först beskrevs av Meillon och Hardy 1954.  Afrohelea capensis ingår i släktet Afrohelea och familjen svidknott. Inga underarter finns listade i Catalogue of Life.